# Várasfenes
Várasfenes (1899-ig Fenes, románul Finiș) falu Romániában, Bihar megyében.

## Fekvése
Belényestől 3 km-re délnyugatra a Fekete-Körös túlpartján fekszik. Dombok közt terül el.

### Megközelítése
Vasúti megállóhellyel rendelkezik a néhai, 736-os számú Nagyvárad-Szombatság-Pusztahollód-Vaskoh vasútvonalon.

## Története
Községközpont, amelyhez Belényessonkolyos, Papkútfürdő, Füzegy és Körösjánosfalva tartozik.
Fenes (Várasfenes) nevét 1291–1294 között említette oklevél castrum nostrum [ep-i] Fenes; in castro = (Gy) formában, az ekkori számadás szerint a püspök ide hordatott 504 köböl gabonát ...,
400 db sót.
További névváltozatai: 1294-ben Fenes vára (Er I. 528). 1332–1337között Benedictus sacerdos de v. Fenes, Fabianus sacerdos de =. A váradi püspök vára. 1808-ban arx Bélavára h., 1808-ban Fenes aliis Fényes
h., Fenis val., 1913-ban Várasfenes.
A falutól délnyugatra fekvő várát a hagyomány szerint IV. Béla még hercegként kezdte építeni, de valószínűbb, hogy a váradi püspök emeltette a püspöki ezüstbányákhoz vezető út védelmére, a Geregye nemzetségbeli Miklós lázadása (1277) után.
1294 májusában a Borsa nemzetségbeli Roland vajda megostromolta a várat, és kiéheztetéssel elfoglalta. A várat Benedek püspök testvére Jakab, valamint Benedek fia László és Csatári Pál vezetésével védelmezte az őrség.
A pápai tizedjegyzék szerint papja 1332-ben 14, 1333-ban 13, 1334-ben 13, 1335-ben 12, 1336-ban 12, 1337-ben 12 garas pápai tizedet adott (Gy 1: 617).
1711-ben a fellázadt parasztoktól foglalták el a császáriak, majd a 18. században lerombolták.
1851-ben Fényes Elek írta a településről:
...Bihar vármegyében, a hegyek közé szorított lapályban 7 katolikus, 739 református, 316 görögkatolikus lakossal, két anyatemplommal. Földei meglehetősök; erdeje van. A helység közepén folyó patakon az elpusztult papirosmalom helyébe fürészmalom épült. A határ délnyugati végén pedig egy csúcsos hegyen látszanak romjai a hajdani Béla várnak. Bírja a váradi görög püspök.
A falunak 1910-ben 1949, többségben magyar lakosa volt, jelentős román kisebbséggel. A trianoni békeszerződésig Bihar vármegye Belényesi járásához tartozott. 1992-ben társközségeivel együtt 3683 lakosából 1977 román, 1579 magyar, 125 cigány és 2 német volt.

## Látnivalók
A falu feletti várhegyen láthatók Bélavár romjai.